# Apoštolská prefektura Gondar
Apoštolská prefektura Gondar byla prefektura římskokatolické církve, v Etiopii.

## Historie
Byla založena 25. března 1937 bulou Quo in Aethiopiae papeže Pia XI., z části území apoštolského vikariátu Abyssinia.
Dne 31. října 1951 byla prefektura zrušena a její území připadlo apoštolskému exarchátu Addis Abeba.

## Seznam prefektů
- Pietro Villa, M.C.C.I. (1937-1946)